# هانیبال سهستد
هانیبال سهستد (انگلیسی: Hannibal Sehested؛ ۱۶ نوامبر ۱۸۴۲ – ۱۹ سپتامبر ۱۹۲۴) یک سیاست‌مدار، و دیپلمات اهل دانمارک بود. 